# AER (casa editrice)
La AER (dalle iniziali della fondatrice, Anna Elisabeth Riz), è una casa editrice italiana fondata nel 1994.

## Collane
Specializzata in libri per l'infanzia, ha sei collane suddivise per fasce d'età, a partire dai libri dedicati ai bambini di età inferiore ai due anni, fino a quelli dedicati ai ragazzi di 16 anni ed oltre.
Ha anche due collane per adulti: una dedicata alla narrativa e una alla saggistica.
Ha infine tre collane in lingua tedesca: Kinderbuch (libri per bambini), Literatur (narrativa) e Sachbuch (saggistica).

## Autori
Tra gli autori pubblicati, Galsan Tschinag, Mats Wahl, Per Nilsson, Mecka Lind, Erhard Dietl, Thomas Brezina, Emma Chichester Clark, Erwin Moser, Max Velthuijs, Čyngyz Ajtmatov, John MacKenna, Matthias Altenburg, Robert Schneider, Wolfgang Wagner, Claudio Magris.